# ジェーンズ・アディクション

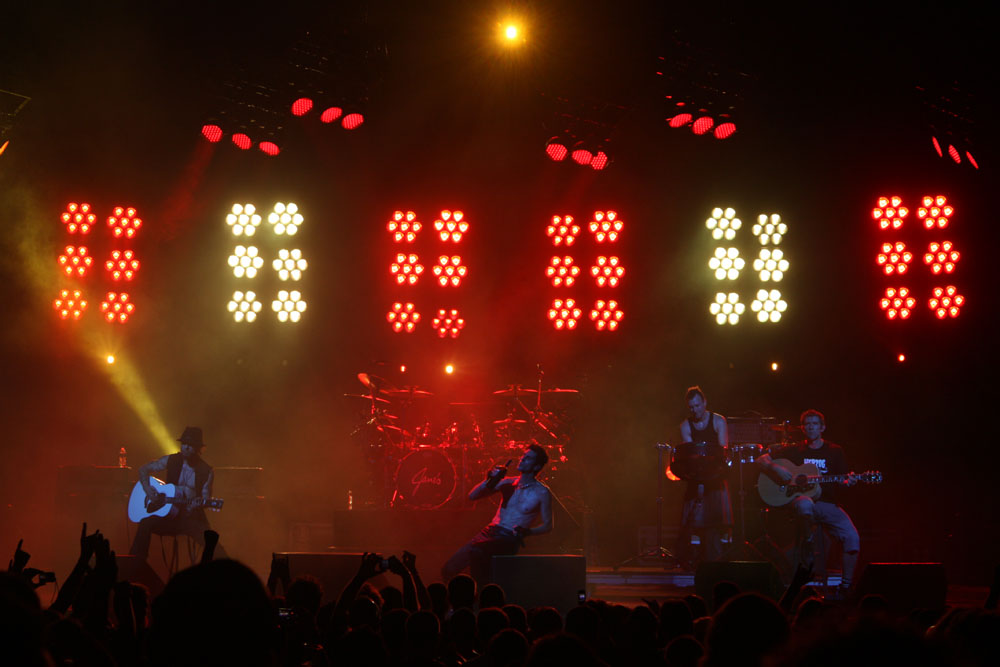
2009年のノースカロライナ州シャーロットでのライブにて

ジェーンズ・アディクション（Jane's Addiction）は、アメリカ合衆国のカリフォルニア州出身のロックバンド。R.E.M.、ピクシーズ、レッド・ホット・チリ・ペッパーズらと共に、オルタナティヴ・ロックの土台を作り上げた。

## 略歴
1985年、ロサンゼルスでボーカルのペリー・ファレルを中心に結成される。
1987年、ライブ・アルバム『ジェーンズ・アディクション』をインディーズのトリプルX・レコードから発表。その後ワーナー・ブラザース・レコードとの契約を得て、1988年にメジャー第1弾アルバム『ナッシングス・ショッキング』を発表。
メジャー第2弾アルバム『リテュアル・デ・ロ・ハビテュアル』が大ヒットする。
1991年に解散し、ペリーとスティーヴンはポルノ・フォー・パイロス（Porno For Pyros）で活動し、デイヴは一時期、レッド・ホット・チリ・ペッパーズに在籍していた。1997年にフリーを迎えた編成で短期間だけ再結成して、新曲も含むコンピレーション・アルバム『ケトル・ホウィッスル』を発表。
2001年に新しいベーシストとして、クリス・チェイニー（Chris Chaney）を呼び、再結成する。キャピトル・レコードから新アルバム『ストレイズ』もリリースし、2002年にはFUJI ROCK FESTIVALにて初来日をはたすも、ツアー終了後の2004年に3度目の解散が決まる。ペリーはヌーノ・ベッテンコートと共に、サテライト・パーティー（Satellite Party）を結成。デイヴとスティーヴンも、パニック・チャンネル（The Panic Channel）として活動した。
2008年、活動再開。ツアーを実施し、バンドの存在をアピールした。
2011年、8年ぶりのスタジオ・アルバム『ザ・グレート・エスケイプ・アーティスト』を発表。
2015年、OZZFEST JAPAN 2015で13年ぶりに日本でライブを行う。
2024年9月13日にボストンで行ったライブ中にペリー・ファレルがデイヴ・ナヴァロに殴りかかる出来事があり、これにより事実上の解散となった。ナヴァロは暴行騒動について、まだ解決していない問題であるとして詳細は語らなかったが、「再び一緒に演奏する機会はもうない」と話した。

## メンバー

### 現在のメンバー
- ペリー・ファレル (Perry Farrell) – リード・ボーカル、ギター、プログラミング、ピアノ (1985年–1991年、1997年、2001年–2004年、2008年– )

- デイヴ・ナヴァロ (Dave Navarro) – ギター、キーボード、ピアノ (1986年–1991年、1997年、2001年–2004年、2008年– )
- スティーヴン・パーキンス (Stephen Perkins) – ドラム、パーカッション、スティール・パン (1986年–1991年、1997年、2001年–2004年、2008年– )
- エリック・エイヴァリー (Eric Avery) – ベース、アコースティックギター (1985年–1991年、2008年–2010年、2022年-)

### 旧メンバー
- クリス・ブリンクマン (Chris Brinkman) – ギター (1985年–1986年)
- マット・チェイキン (Matt Chaikin) – ドラム (1985年–1986年)
- フリー (Flea) – ベース (1997年)、トランペット (1988年、1997年)
- マーティン・レノブル (Martyn LeNoble) – ベース (2001年–2002年)
- ダフ・マッケイガン (Duff McKagan) – ベース (2010年)
- クリス・チェイニー (Chris Chaney) – ベース (2002年–2004年、2011年–2022年)

レッド・ホット・チリ・ペッパーズのフリーは『ナッシングス・ショッキング』にホーン・セクションの一員として参加し、1997年の『ケトル・ホウィッスル』にベースとトランペットで参加している。

## ディスコグラフィ

### スタジオ・アルバム
- 『ナッシングス・ショッキング』 - Nothing's Shocking (1988年) ※103位、2ｘプラチナム(US)
- 『リテュアル・デ・ロ・ハビテュアル』 - Ritual De Lo Habitual (1990年) ※19位、2ｘプラチナム(US)
- 『ストレイズ』 - Strays (2003年) ※4位、ゴールド(US)
- 『ザ・グレート・エスケイプ・アーティスト』 - The Great Escape Artist (2011年) ※12位(US)

### ライブ・アルバム
- 『ジェーンズ・アディクション』 - Jane's Addiction (1987年)
- Live in NYC (2013年)

### コンピレーション・アルバム
- 『ライヴ・アンド・レア』 - Live and Rare (1991年)
- 『ケトル・ホウィッスル』 - Kettle Whistle (1997年) ※21位、ゴールド(US)
- Up from the Catacombs: The Best of Jane's Addiction (2006年)
- A Cabinet of Curiosities (2009年)